# Verduron
Verduron est un quartier de Marseille, situé dans le 15e arrondissement et faisant partie des quartiers nord.
En provençal, Verduro signifie verdure.
En 2016, le quartier compte 8 695 habitants. Il est divisé en trois IRIS : Verduron Village composé de maisons individuelles et les deux cités sociales de La Castellane et La Bricarde.